# Stephan-Lochner-Schule

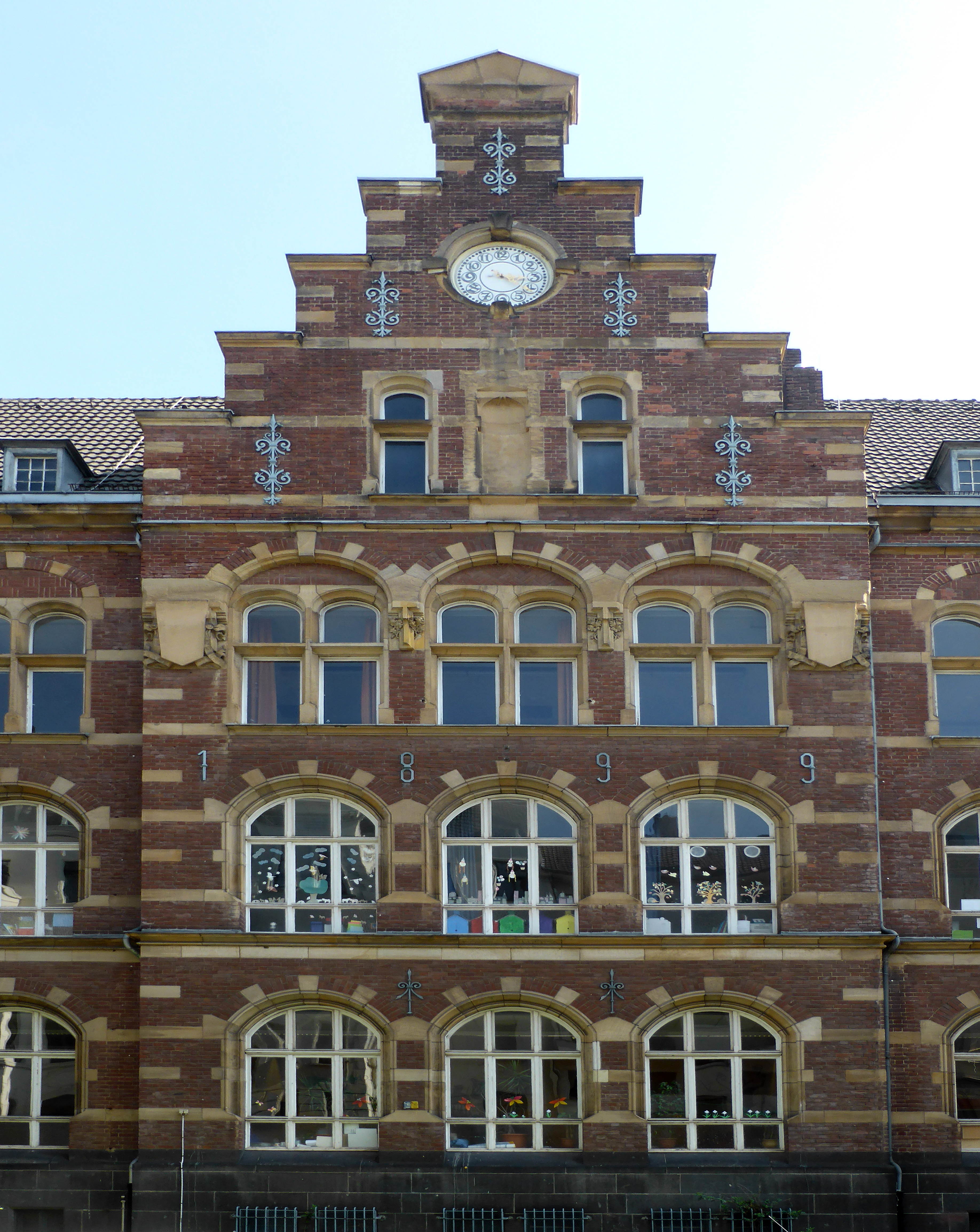
Frontalansicht Stephan-Lochner-Schule

Die Stephan-Lochner-Schule ist eine zweizügige Gemeinschaftsgrundschule mit offenem Ganztag im Rathenauviertel in Köln. In unmittelbarer Nähe befinden sich die Universität, der Rathenauplatz und der Zülpicher Platz. Sie ist nach dem Maler Stephan Lochner benannt.
Zurzeit besuchen etwa 210 Schüler aus unterschiedlichen Nationen die acht Klassen der Schule.

## Geschichte
Im Jahr 1899 diente die Schule zunächst als Volksschule mit 717 Kindern in elf Klassen – getrennt nach Geschlechtern. Daher gibt es auch heute noch zwei Schulhöfe. Mit einer Turnhalle und einer „Brausebadeanstalt“ galt sie als eine der modernsten Schulen Kölns. Schon im ersten Jahr benutzen ca. 10 000 Menschen die installierten Duschen. Es war eine willkommene Abwechslung zu dem Waschzuber in der heimischen Küche.
1926 wurde erstmals eine Heizung installiert. Das Gebäude diente im Ersten Weltkrieg als Kaserne, im Zweiten Weltkrieg konnte nur ein eingeschränkter Schulbetrieb stattfinden. Ein regelmäßiger Unterricht begann wieder 1945, mit neun Schulklassen mit 50–60 Kindern pro Klasse. Die Stephan-Lochner-Schule war zu der Zeit die einzige nicht zerstörte Schule in der Umgebung. Das Gebäude wurde 1980 unter Denkmalschutz gestellt.
Etwa 100 Schüler zwischen 6 und 10 Jahren wurden in den 1990er Jahren in der Schule unterrichtet. Der hundertste Geburtstag wurde am 25. September 1999 mit einem großen Fest gefeiert.
Aus der Festrede zum hundertsten Geburtstag stammt das folgende Zitat der ehemaligen Schulleiterin Lenders, das seine Gültigkeit bis heute nicht verloren hat:
„Das Besondere an unserer Schule ist die Multinationalität. Neben den vielen deutschen Schülern besuchen sog. „Seiteneinsteiger“ unsere Schule. […] Alle lernen das Miteinanderleben. Die Kinder fühlen sich wohl hier, und wir versuchen, allen das Rüstzeug fürs Leben mit auf den Weg zu geben.“
Den Namen verdankt die Schule einer Initiative des ehemaligen Schulleiters Commer.

## Jahrgangsübergreifendes Lernen
In der Stephan-Lochner-Schule steht das gemeinsame Lernen von- und miteinander im Mittelpunkt. Durch ein „rollendes System mit aufsteigenden Stammgruppen“ verbleiben die Kinder in ihrer Grundschulzeit in einer gleichbleibenden Klassengemeinschaft.
Die Erstklässler werden in eine jahrgangsgemischte Klasse gemeinsam mit Zweit- oder Viertklässlern eingeschult. Vor der Einschulung können angemeldete Vorschulkinder bereits in der Stephan-Lochner-Schule hospitieren und zukünftige Mitschüler kennen lernen.
An ihrem ersten Schultag werden die Erstklässler dann von ihren „Paten“ empfangen und von den „Paten“ begleitet, bis ihre „Paten“ von der Schule gehen. Die größeren Kinder lernen auf diese Weise, Verantwortung für andere zu übernehmen und können sich ihrer erworbenen Fähigkeiten wiederum vergewissern. Selbstständiges und kooperatives Lernen werden so von Beginn an zu einer Selbstverständlichkeit.

## Offener Ganztag
Seit 2004 ist die Stephan-Lochner-Schule eine Offene Ganztagsschule. Zurzeit nutzen über 95 % der Schüler das Angebot des Offenen Ganztags. Die gute Zusammenarbeit zwischen den Lehrern und den Betreuern am Nachmittag zeichnet sich besonders durch den ständigen Austausch zwischen den Gruppenleitern und Klassenlehrern aus. Dieser wird gewährleistet durch Vernetzungen: In einzelnen Stunden sind sowohl Lehrer als auch Gruppenleitungen gemeinsam in der Klasse. So findet z. B. auch der Klassenrat gemeinsam statt. Über die Gestaltung der Lernzeit am Nachmittag sind die Kräfte des Ganztages informiert. Auch Ausflüge, Klassenfahrten werden, wenn möglich, gemeinsam geplant und durchgeführt. Wenn es als notwendig und sinnvoll erachtet wird, finden auch Elterngespräche mit Gruppenleitung und Lehrkraft gemeinsam statt.